# プレフィール
プレフィール（英語表記：Prefill）は、日本の文具メーカー・ゼブラ が2012年から2018年まで製造・発売していた、中芯がカスタマイズできる多機能ペン。
プレフィールは替芯(refill) を選り好み(prefer) できて、自分だけの1本を作れるという意味。

カスタマイズできるリフィルは78種類（登場時は57種類）あり、種類は油性、ジェル、エマルジョンインクと、シャープペンシルの機能がある。
このシステムは2006年発売の「シャーボX」で既に使われていたが、「シャーボX」はかなり高価（もっとも安いホルダーでも3150円）だったため、こちらでは全ての部品を樹脂パーツにするなどし、誰にでも手にしやすい価格を目指した。また、0.3mmと0.7mmにも対応出来るシャープユニットを用意し、他社との差別化も図られている。
その後、写真家の蜷川実花がデザインしたモデルやドット柄といった様々な限定モデルも発売していったが、2018年にゲルインキとシャープのカスタマイズペン「サラサセレクト」が発売され、それと入れ替わるようにしてプレフィール本体と油性・エマルジョンリフィルは生産終了した（ゼブラ公式サイトからも既に商品ページが削除されている）。
2019年8月に数量限定で発売した「手帳用サラサ4色」は、プレフィールのボディを流用しており、本来必要のないノックボタンもそのまま残されている。シャープリフィルは現在も製造・販売されているため、これらを組み合わせれば多機能ペンに変えることも可能ということになる。

## ラインナップ
ホルダー

3色ホルダーと4色ホルダーの2種類

- 軸色：黒、ライトブルー、ピンク、マゼンタ、白

カスタマイズできる芯

- ボールペン（油性）：K-0.7芯25W（黒、青、赤、緑）の4色。
- ボールペン（ジェル）:

1. NJK-0.3芯/NJK-0.4/NJK-0.5芯（黒、ブルーブラック、青、ペールブルー、ライトブルー、紫、マゼンタ、ライトピンク、ピンク、赤、レッドオレンジ、オレンジ、黄、ライトグリーン、緑）の15色。

- ボールペン（エマルジョン）:

1. EK-0.3芯25W（黒、青、赤、緑）の4色。
2. EK-0.5,0.7芯（黒、ブルーブラック、青、ライトブルー、紫、蛍光ピンク、ピンク、赤、オレンジ、ライトグリーン、緑）の11色。

- シャープ部機構:0.3mm/0.5mm/0.7mmの3種類